# Ghetto de Kielce
Le ghetto de Kielce (polonais : getto w Kielcach, allemand : Ghetto von Kielce) était un ghetto pour les Juifs créé en 1941 par les autorités allemandes nazies dans la ville de Kielce, en Pologne occupée.  
Avant 1939, la ville était la capitale de la voïvodie de Kielce au sein de la deuxième République polonaise. Après l'invasion allemande de l'Union soviétique, l'Allemagne nazie a incorporé la ville dans le Distrikt Radom du territoire semi-colonial du gouvernement général. 
La liquidation du ghetto s'est déroulé en août 1942, plus de 21 000 victimes (hommes, femmes et enfants) y ont été déportées vers le camp d'extermination de Treblinka et plusieurs milliers d'autres tuées par balles dans les zones locales. 

## Histoire
Environ 24 000 juifs vivent dans la ville, soit un tiers de la population totale. La Kehilla exploitait deux synagogues, une maison d'apprentissage beth midrash, un mikveh, le cimetière avec ohalim, un orphelinat, une maison de retraite, trois écoles élémentaires, deux écoles secondaires, un collège talmudique et une grande bibliothèque Tarbut de 10 000 volumes. Il existe également de nombreuses organisations et sociétés, dont deux clubs sportifs. Néanmoins, la crise économique des années 1930 a incité de nombreux jeunes Juifs à émigrer avant le début de la guerre, principalement en Amérique. 
Kielce est occupée le 4 septembre 1939 par l'armée allemande après avoir été bombardé par la Luftwaffe. Comme dans toutes les autres villes occupées, des actions anti-juives mises en place par la Gestapo ont lieu immédiatement : pillages, expropriations, travail forcé ainsi que tueries. Rapidement est installé un Judenrat avec à sa tête Moshe (Moses) Pelc, parlant couramment l'allemand. Il sera déporté à Auschwitz pour refus de collaboration avec les SS (commandé par le SS und Polizeiführer Fritz Katzmann) et remplacé par Hermann Lévy que les SS exécuteront septembre 1942. Le 1er décembre 1939, tous les Juifs reçoivent l'ordre de porter une étoile de David sur leurs vêtements extérieurs. La Grande Synagogue est vidée et transformée en entrepôt avec une cellule de rétention. En janvier 1940, les maisons de prière juive sont strictement interdites,. 

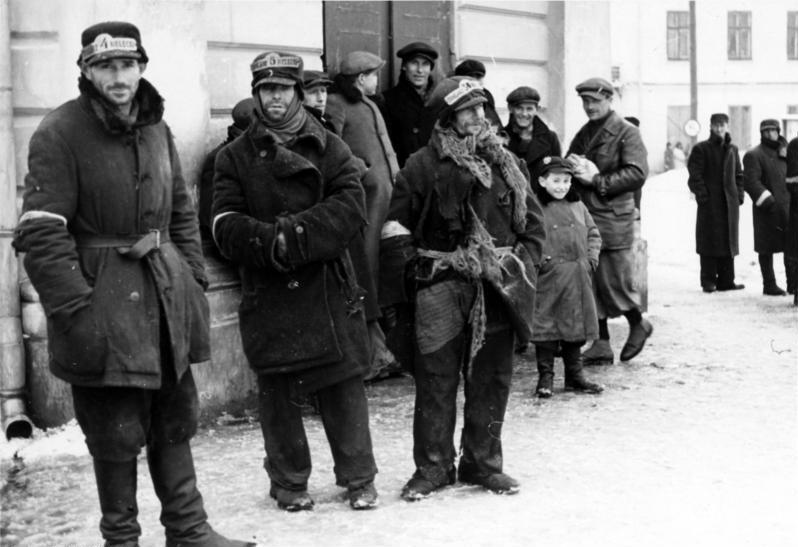
Juifs de Kielce en hiver 1939, photographiés par un officier d'une station ferroviaire.

Entre le début de la guerre en septembre 1939 et mars 1940, la population juive de Kielce passe de 18 000 à 25 400, car de nombreux juifs des zones polonaises annexées par l'Allemagne nazie ont été forcés à se déplacer à Kielce, sous l'escorte de l'Ordnungspolizei. En raison d'une épidémie de typhus éclatant au début de 1940, une nouvelle clinique a ouvert ses portes. 
En octobre 1940, Hans Drechsel, 36 ans, est nommé maire (Stadthauptmann) de Kielce. Celui-ci avait déjà réussi à mettre en place un ghetto accueillant 12 000 Juifs dans la ville occupée de Piotrków Trybunalski, à 98 km de Kielce. 

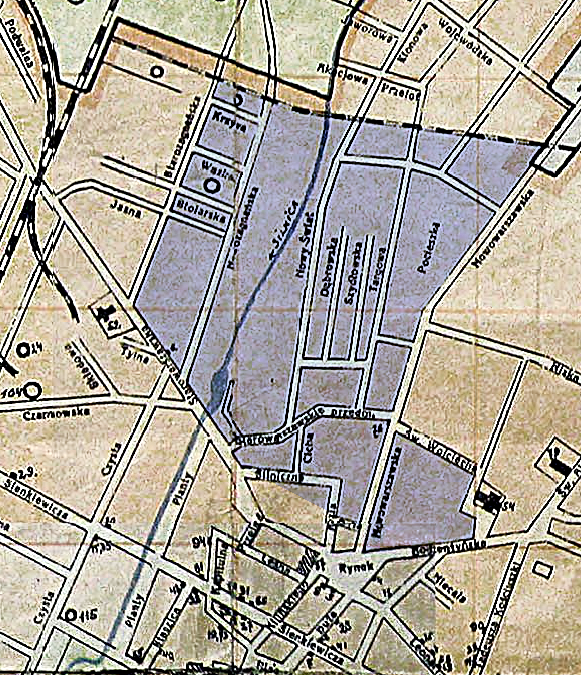
Carte du ghetto de Kielce, la rivière Silnica sépare le ghetto en deux.

### Création du ghetto
Le 31 mars 1941 est constitué le ghetto de Kielce. Les Juifs des villages environnants sont forcés d'y entrer. Une barrière de bois combinée avec du barbelé entoure le ghetto, divisé en deux parties : le grand ghetto avec les rues Orla, Piotrkowska, Nowowarszawska, Pocieszki et Radomska, et le petit ghetto, un triangle formé par la place Saint Wojciech et les rues Bodzentynska et Radomska. Le ghetto se compose de 500 appartements prévus pour 15 000 personnes, mais en fait 27 000 juifs y sont installés. La situation y est difficile, surtout lorsque le 19 février 1941 arrivent encore 1 004 juifs de Vienne. Les portes du ghetto sont fermées le 5 avril 1941, gardés par 85 membres de la police du ghetto juif.  
La ration de nourriture est officiellement de 130 grammes de pain par personne tous les deux jours. La majeure partie des juifs est obligée de vendre ses biens pour manger. Mais comme les gens ne possèdent plus rien après quelques mois, la famine se répand rapidement dans le ghetto et la mort fait des ravages. Les seuls à se nourrir suffisamment, voire en abondance, sont les membres du Judenrat et de la police juive. Malgré les menaces de sévères punitions (1 942 « contrebandiers » seront fusillés) le trafic et la contrebande deviennent le principal moyen de survie et la majorité des Juifs y ont recours. Après l'arrivée des Juifs de Vienne, Poznań, Łódź, et de la voïvodie de Kielce, les prix de denrées alimentaires grimpent en flèche. La surpopulation sévère, la faim endémique et les épidémies de typhus épidémique ont coûté la vie à 4 000 personnes avant la mi-1942.

### Liquidation

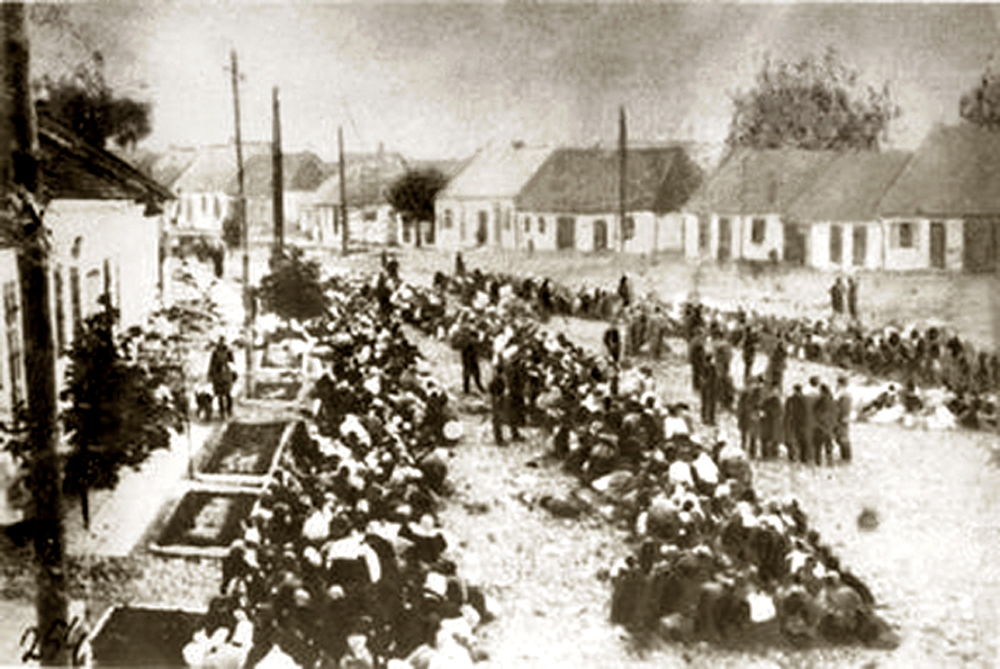
Liquidation du ghetto de Kielce : rafle dans la rue Starowarszawska.

Le sort des juifs ghettoïsés à travers la Pologne occupée est scellé à Wannsee au début de 1942, lorsque la solution finale a été finalisée. Avant la liquidation du ghetto, le Gestapo organise une Aktion contre les « officiers polonais et les communistes » au printemps 1942. De nombreux médecins et membres juifs de l'intelligentsia sont assassinés, d'autres arrêtés et déportés à Auschwitz. De ce fait, la Gestapo veut éliminer toutes les personnes susceptibles de prendre la tête d’une résistance dans le ghetto, pratique courante avant des actions de déportation à grande échelle. 
La liquidation est effectuée en trois opérations étalées sur cinq jours (du 20 au 24 août 1942), dans le cadre de l'opération Reinhard, qui marque la phase la plus meurtrière de la Shoah en Pologne occupée. L'opération est dirigée par le SS-Hauptsturmführer Ernst Thomas et le Hauptmann Hans Geier. Le premier jour, entre 6000 et 7000 personnes, principalement des femmes et des enfants, sont rassemblés dans la rue Okrzei, puis déportés au camp d'extermination de Treblinka. Chaque Juif a le droit de prendre 20 kilos de bagages, mais surpris par la soudaineté de l’action, la majeure partie des gens rejoignent le point de rassemblement sans rien. La sélection se déroule le 22 août : les personnes âgées, les invalides et les malades sont emmenés non loin et exécutées sur place, soit environ 500 personnes. Le 23 août, les SS se rendent à l’hôpital où ils forcent les médecins juifs à tuer des centaines de patients par les injections mortelles, puis tuent tous les autres patients. Entre 20 000 et 21 000 juifs sont envoyés à Treblinka dans des trains de l'Holocauste durant cette liquidation, et 1 200 tués sur place. À la fin de l'opération le 24 août 1942, il ne reste que 2 000 personnes dans le ghetto. 

### Camps de travail
Les ouvriers qualifiés juifs survivants de la liquidation sont emprisonnés dans un camp spécial dans les rues Stolarska et Jasna. Le Lagerälteste (« aîné » de camp) de ce camp est Gustav Spiegel, un juif allemand. Les prisonniers sont chargés de récupérer tous les biens et de nettoyer le ghetto. Ils doivent de plus trier des vêtements provenant de Treblinka. Le camp fonctionne jusqu'au printemps 1943, date à laquelle une partie des prisonniers est envoyée dans les camps de travail de Starachowice, Skarzysko-Kamienna, Pionki et Blizyn. Quant à ceux qui restent, les SS commencent en mars 1943 par liquider tous les médecins juifs et leurs familles, puis le 23 mai 1943, un groupe de 45 enfants âgés de 15 mois à 15 ans. 
Plusieurs entreprises de travail forcé sont créées dans la ville par les SS, notamment Hasag Granat Werke (rue Mlynarska) d'une main-d'œuvre active de 400 à 500 Juifs fabriquant des munitions et travaillant dans les carrières, opérant jusqu'en août 1944 ; la Ludwigshütte (fonderie d'avant-guerre de Ludwików) d' une main-d'œuvre active 200 à 300 travailleurs opérant jusqu'en été 1944 ; l'usine de menuiserie Henryków — plus de 150 Juifs vont y être exterminés sur les 400 qui y sont employés — et divers ateliers pour l'économie de guerre allemande. Les Juifs travaillant dans ces usines étaient presque les seuls à avoir survécu à la liquidation du ghetto, pendant deux ans de plus. La résistance clandestine juive, sous la direction de Dawid Barwiner (Bachwiener) et de Gerszon Lewkowicz, tente en vain de se procurer des armes. La production secrète d'armes et de munitions pour le soulèvement prévu échoue brusquement lorsque le chef de la police juive, Wahan Spiegl (Spiegel), informe la Gestapo du plan qui se prépare dans les ateliers de métallurgie allemands. 
En août 1944, tous les camps sont fermés et les prisonniers évacués à Auschwitz, Czestochowa (Hasag Werke) et Buchenwald. Pendant l’évacuation du camp de la Hasag Granat Werke, 28 juifs parviennent à s’échapper et à rejoindre les partisans ou à se cacher dans les villages environnants, accueillis par des sauveurs polonais locaux. Parmi les Juste Polonais ayant aidés les Juifs du ghetto de Kielce figure Bolesław Idzikowski et la famille Śliwiński. 
L'armée rouge atteint Kielce le 15 janvier 1945. La communauté juive autrefois dynamique de ville prospérant depuis le milieu des années 1800 est pratiquement anéantie,.

## Après-guerre
Après la guerre environ 150 juifs reviennent à Kielce. Ils s’installent dans une salle de leur ancienne « paroisse » en attendant de pouvoir partir en Palestine. En juin 1946, ils sont accusés d’avoir commis un « meurtre rituel » sur un garçon polonais disparu. Le 1er juillet, une foule furieuse manifeste et gronde autour du bâtiment. Le 4 juillet, elle massacre 37 à 41 Juifs polonais (dont 17-21 restent non identifiés) et 2 Polonais ethniques lors d'un pogrom, dont 11 tués par balle avec des fusils d'assaut militaires et 11 autres poignardés avec des baïonnettes, indiquant une implication directe des troupes staliniennes (selon les résultats officiels de l'Institut du Souvenir). Il faut l’intervention de la troupe polonaise afin d'éviter un carnage plus grand. La police arrête environ 100 personnes dont beaucoup d’habitants de Józefów. Sept meneurs et assassins sont condamnés à mort. Le garçon absent est retrouvé peu après vivant dans un village voisin. Ce massacre n’est aujourd'hui pas encore élucidé.   

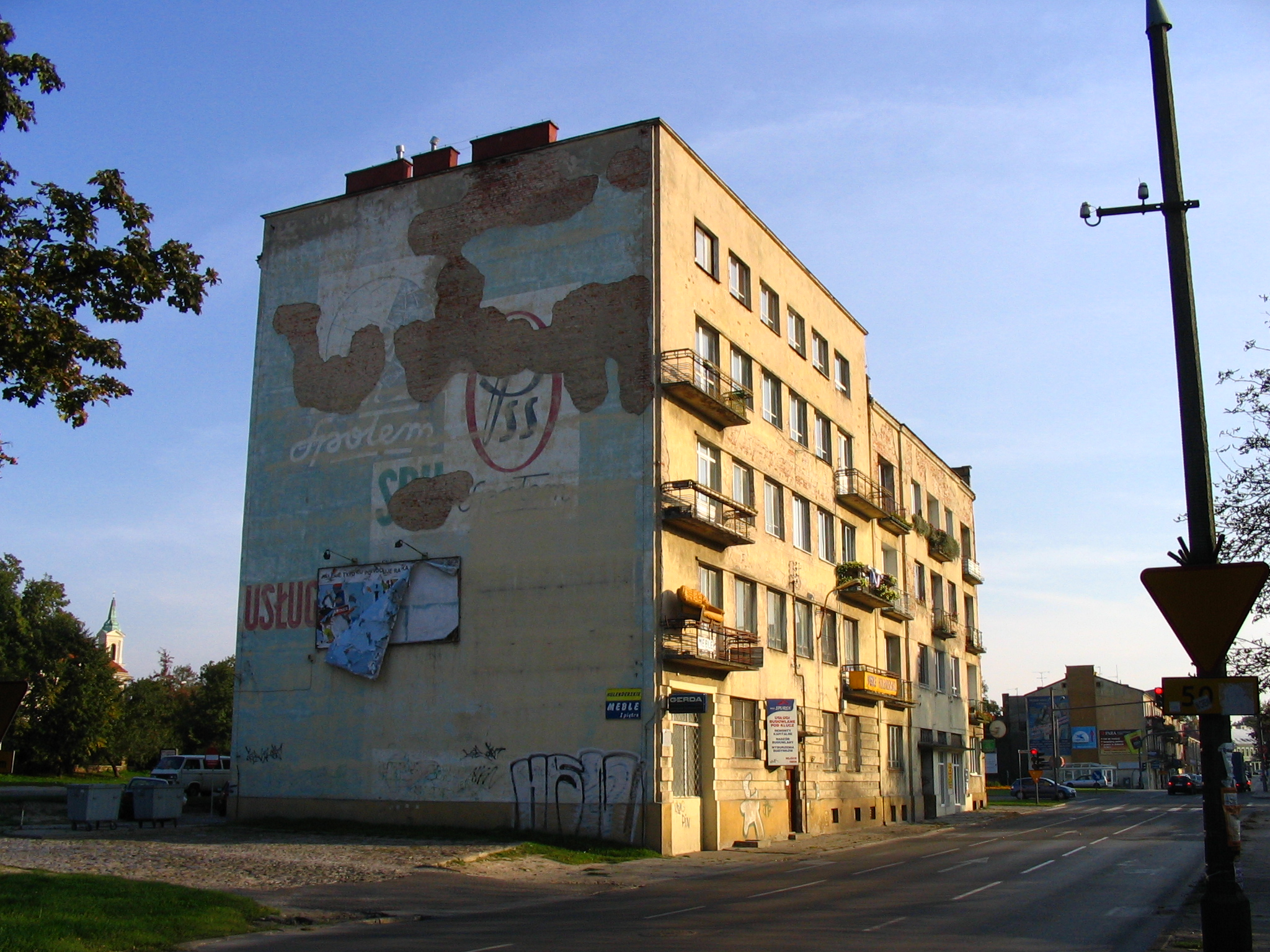
Le bâtiment de l'ancien hôpital juif (démoli en 2011), où les patients furent tués sur place lors de la liquidation du ghetto.

En 2007, un monument commémorant la liquidation du ghetto et la destruction de la communauté juive de la ville est dévoilé à Kielce. Un monument en forme de menorah, à moitié enfoncé dans le sol, est conçu par l'artiste Marek Cecula, qui est également un survivant de la Shoah né à Kielce. 